# Ed Rush

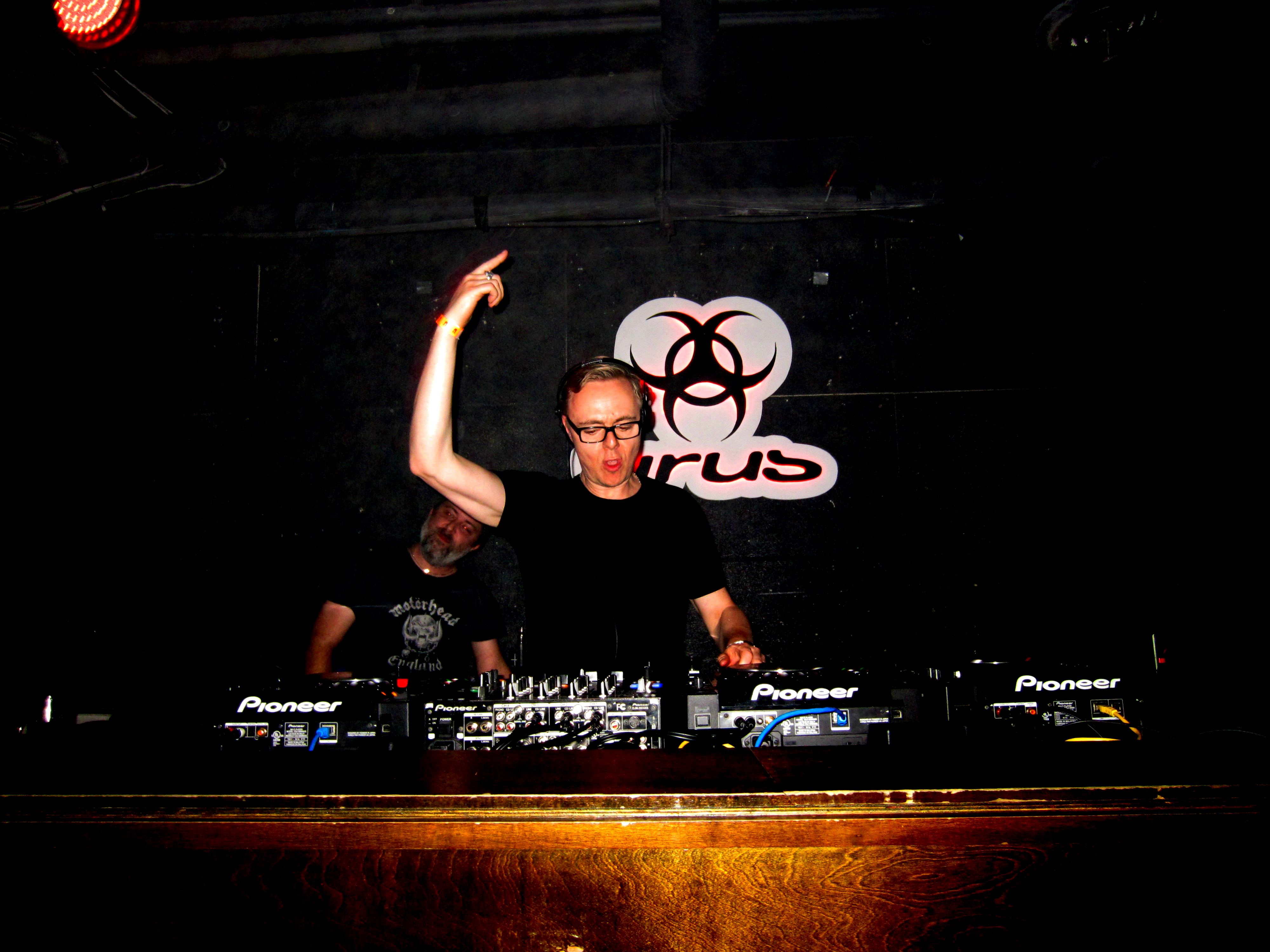
Ed Rush

Ed Rush, bürgerlich Ben Settle, (* 1973 in London) ist ein britischer Drum-and-Bass-DJ und -Produzent aus London.
Im Sog der aufblühenden Rave Szene startete er seine ersten, im Hardcore-Bereich anzusiedelnden Produktionen, Anfang der 1990er Jahre in seinem Studio auf dem Speicher. In der Szene bekannt wurde er mit dem Hardcore Jungle-Hit Bludclot Artattack.
Der Produzent Nico gehörte zu den ersten, die Rush eine Plattform boten, um seine Musik zu veröffentlichen. Das erste Album („Torque“), das 1996 auf No U Turn erschien, entstand in Zusammenarbeit mit den DJs und Produzenten Trace und Fierce. Geboren war der moderne Techstep: „...massive Wände aus verzerrten Basslines mit futuristisch technoiden Soundsamples, unterlegt mit dem für diese Musik charakteristischen Two Step Drumpattern.“
Danach veröffentlichte er einige 12-inches auf verschiedenen Labels wie Goldies Metalheadz und Grooveriders Prototype.
Über Dominic Angas, besser bekannt als Dom & Roland, und dessen Schulfreund Jamie Quinn (Matrix) kommt der Kontakt mit dessen älterem Bruder Matt Quinn (Optical) zustande. Zusammen gründen sie Virus Recordings, auf dem 1998 das Debüt Wormhole erscheint. Das Album erreicht sogar die Top 40 der UK Albumcharts und wird bei den „Annual Knowledge D&B Awards“ des englischen Knowledge Magazins als Best Artist Album 1999 ausgezeichnet.

## Diskografie Ed Rush
- I Wanna Stay In The Jungle 1992
- Look What They've Done 1992
- Bludclott Artattack (12") No U-Turn 1993
- Don Bad Man (12") Lucky Spin Recordings 1993
- Selecta (12") Jet Star Records 1994
- The Force Is Electric / Gangsta Hardstep (12") No U-Turn 1995
- Guncheck (12") No U-Turn 1995
- West Side Sax / August (12") No U-Turn 1995
- Baracuda Part 1 (12") Deejay Recordings 1996
- Technology / Neutron (12") No U-Turn 1996
- Killamanjaro / Subway (12") Prototype 1996
- Mad Different Methods (12") Nu Black 1996
- Mothership (12") No-U-Turn 1996
- What's Up / August (Remix) (12") No U-Turn 1996
- Sector 3 / Comatone (Nutcut) (12") No U-Turn 1996
- Skylab / Density / The Raven (12") Metalheadz 1996
- Sector 3 / Coma Tone (12") No U-Turn 1996
- Cutslo (Lokuste Remix) / Alien Girl (12") No U-Turn 1998
- Kinetic / Tenshi (12") Space Recordings 2005
- Edtrafiencial (12") No U-Turn 2009
- Book Of Sight / Arcadia (12") Virus Recordings 2010
- Dark Days / Lost In Tha Game (12") AudioPorn Records 2011
- Pheromone (12") Subtitles 2013
- Scarabs / Box Car (12") Piranha Pool 2014

## Diskografie Ed Rush & Optical
- Funktion / Naked Lunch (12")  V Recordings 1997
- Lifespan / Crisis (12")  Virus Recordings 1998
- Medicine / Lifecrisis (12")  Virus Recordings 1998
- The Medicine / Punchbag (12")  Virus Recordings 1998
- Wormhole Album Sampler (2x12")  Virus Recordings 1998
- Wormhole LP (5x12")  Virus Recordings 1998
- Zardoz / Satellites (12")  Virus Recordings 1998
- Bacteria / Gasmask (12")  Virus Recordings 1999
- Watermelon / Sick Note (12")  Virus Recordings 1999
- Creeps LP (5x12")  Virus Recordings 2000
- Socom EP (2x12")  Virus Recordings 2000
- KerbKrawler / Capsule (12")  Virus Recordings 2001
- Pod (12") Virus Recordings 2001
- Pacman (Ram Trilogy Remix) / Vessel (12") Virus Recordings 2002
- Innocence / Rehab (12") Quarantine Recordings 2002
- The Original Doctor Shade (4x12")  Virus Recordings 2003
- Remixes Vol. 1 (12") Virus Recordings 2004
- The Remixes Vol. 2 (12") Virus Recordings 2004
- Reece / Sicknote (Illskills Remix) (12") Virus Recordings 2005
- Reece / Taxi Driver (12") Virus Recordings 2005
- Chameleon (CD)  Virus Recordings 2006
- Travel the Galaxy (CD) 99999 Groove Attack 2009
- Crackball / Ride The Beast (12") RUN DNB 2010
- Brain Bucket / Falling Through (12") Vision Recordings 2010
- No Cure (2x12") Virus Recordings 2015